# Lorenzo Gabellini
Lorenzo Gabellini (Rimini, 8 september 1999) is een Italiaans motorcoureur.

## Carrière
Gabellini maakte in 2014 zijn debuut in het Italiaanse Moto3-kampioenschap, waarin hij op een Honda reed. Zijn beste klasseringen waren twee vijfde plaatsen op het Autodromo Vallelunga en hij eindigde met 63 punten als negende in het kampioenschap. Dat jaar reed hij ook in de race op het Autodromo Enzo e Dino Ferrari van de European Junior Cup, waarin hij negende werd. In 2015 stapte hij binnen de Italiaanse Moto3 over naar een Kymco. Twee elfde plaatsen op het Circuit Mugello en Imola waren zijn beste resultaten, waardoor hij met 17 punten twintigste werd in de eindstand.
In 2016 maakte Gabellini de overstap naar het Italiaans kampioenschap Supersport, waarin hij uitkwam op een Kawasaki. Een vierde plaats op Mugello was zijn beste resultaat en hij werd met 33 punten dertiende in het eindklassement. In 2017 stapte hij over naar een Yamaha en behaalde hij zijn eerste zege op het Misano World Circuit Marco Simoncelli. Daarnaast behaalde hij nog vier andere podiumfinishes. Met 161 punten werd hij vijfde in de eindstand. In 2018 won hij een race op Mugello en stond hij in drie andere races op het podium. Met 160 punten verbeterde hij zichzelf naar de vierde plaats in het kampioenschap. Dat jaar reed hij tevens in twee races van het wereldkampioenschap Supersport op een Yamaha als wildcardcoureur. Op Imola werd hij twintigste, terwijl hij op Misano met een achtste plaats acht punten behaalde. Hierdoor eindigde hij op plaats 24 in het klassement.
In 2019 behaalde Gabellini in het Italiaans kampioenschap Supersport vijf overwinningen: vier op Misano en nog een op Imola. Daarnaast stond hij op Imola, Mugello en Vallelunga nog driemaal op het podium. Met 207 punten werd hij kampioen in de klasse. Daarnaast nam hij dat jaar deel aan de race op Misano in het WK Supersport als wildcardcoureur. Hij werd zesde en scoorde zo tien punten voor het kampioenschap, dat hij afsloot op de achttiende plaats.
In 2020 maakte Gabellini de overstap naar het Italiaans kampioenschap superbike, waarin hij op een Honda reed. Hij behaalde twee podiumfinishes op Misano en Vallelunga. Met 99 punten werd hij achter Lorenzo Savadori en Samuele Cavalieri derde in het klassement. Tevens maakte hij dat jaar zijn debuut in het wereldkampioenschap superbike op een Honda als vervanger van Jordi Torres. Na drie raceweekenden, waarin hij geen punten scoorde en een drietal zeventiende plaatsen zijn beste klasseringen waren, verliet hij het kampioenschap.